# Џон Расел
Џон Расел, први гроф Расел (Мејфер, 18. август 1792 — Сари, 28. мај 1878), познат као лорд Џон Расел, био је британски либерални политичар и државник.

## Биографија
Рођен као трећи син шестог Војводе од Бедфорда, Расел се школовао у Вестминстерској школи и дипломирао на Универзитету у Единбургу, након чега је 1813. године ступио у британски парламент.
Током четрдесет година дуге политичке каријере покривао је мјеста министра унутрашњих послова, државног секретара за колоније, лорда предсједника Савјета, министра спољних послова (два пута) и премијера (два пута).
Био је такође и плодан писац и објавио више књига из области политике и историје.
Његов унук је чувени филозоф Бертранд Расел.

## Дјела
- The Life of William Lord Russell (1819)

- Essays and Sketches of Life and Character by a Gentleman who has left his lodgings (1820)

- An Essay on the History of the English Government and Constitution, from the reign of Henry VII. to the present time (1821)

- The Nun of Arrouca: a Tale (1822)

- Don Carlos: or, Persecution. A tragedy, in five acts (1822)

- Memoirs of the Affairs of Europe from the Peace of Utrecht (1824)

- The Establishment of the Turks in Europe, An Historical Discourse (1828)

- The Causes of the French Revolution (1832)

- Adventures in the Moon, and Other Worlds (1836)

- The Life and Times of Charles James Fox (1859-1866)

- Essays on the Rise and Progress of the Christian Religion in the West of Europe, from the reign of Tiberius to the Council of Trent (1871)

- The Foreign Policy of England 1570-1870, An Historical Essay (1871)

- Recollections and Suggestions 1813-1873 (1875)